# Халлвард Вебйорнссон
Халлвард Вебйорнссон (Hallvard Den Hellige) ( прибл. 1020–1043), зазвичай відомий як святий Халлвард (Sank Hallvard ), є святим покровителем Осло. Його вважають мучеником через його захист невинної жінки-рабині. Його релігійне свято 15 травня.
Про зв'язок святого Халлварда з містом Осло свідчить той факт, що його зображення було зафіксоване на міській печатці ще з Середньовіччя. Найвища нагорода муніципалітету — медаль Святого Халлварда ( St. Hallvard-medaljen ) — була названа на його честь у 1950 році 

## Легенда
Про його життя відомо небагато, і всі традиційні історії пов'язані з його смертю поблизу Драммена. Хоча точний рік і місце його народження невідомі, прийнято вважати, що він народився прибл. 1020. За традицією, його батьком був фермер Вебйорн. Його батьки були заможними фермерами і володіли фермою Хусебі в Лієрі. Повідомляється, що його мати, Торні Гудбрандсдаттер, була родичем святого Олафа, покровителя Норвегії. Кажуть, що вона була дочкою Ґудбранда Кула з Оппланда, який також був батьком Асти Ґудбрандсдаттер, матері святого Олафа. 

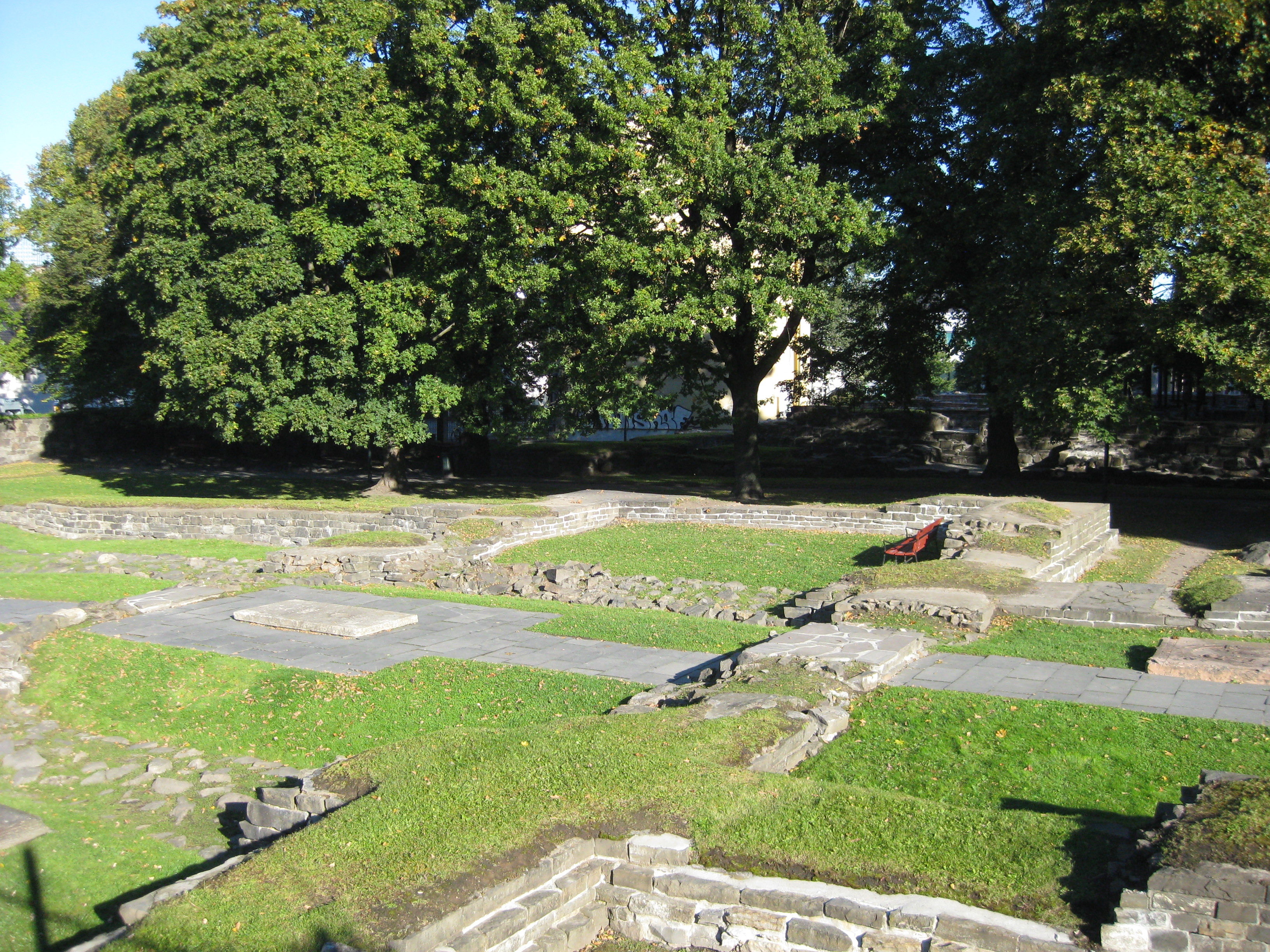
Руїни собору Святого Халлварда в Осло

## Смерть
Халлвард захищав вагітну жінку, швидше за все, рабиню, від трьох чоловіків, які звинуватили її у крадіжці. Халлвард повірив у її невинність і взяв її на свій човен. Халлвард разом із жінкою були вбиті стрілами чоловіків. Жінку поховали на березі моря. Але Халлварда прив'язали до шиї жорнами, і чоловіки намагалися затопити його тіло в Драмменс-фіорді, але воно не занурювалося, і в результаті їхні злочини були розкриті. Місцеве селяни поховало його по-християнськи, і люди стали вважати його мучеником своєї віри. 

## Шанування

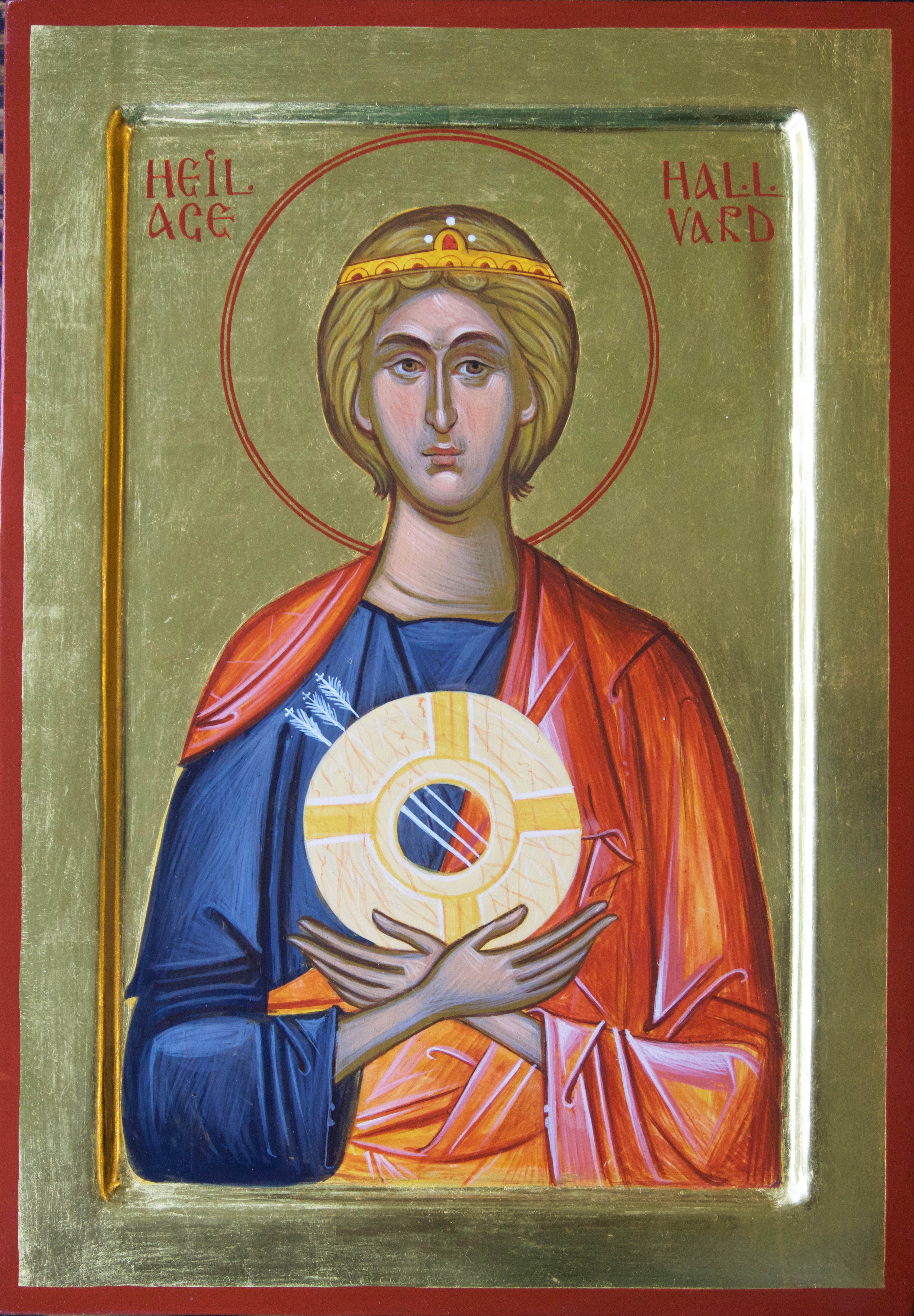
Святий Халлвард

Собор Святого Халлварда (Hallvardskatedralen) в Осло був присвячений його імені, а його останки були перенесені до споруди, будівництво якої було завершено в 1130 році.
Собор був побудований на пагорбі на північ від території, яка зараз є ринковою площею Старого міста в Осло (перетин Біспегата – ворота Осло). Майже 500 років це була найважливіша церква в місті. Окрім резиденції єпископа та релігійного центру, собор був коронаційною церквою, королівською вінчальною церквою та королівською гробницею. Об’єкт використовувався як церква приблизно до 1655 року. У 17 столітті він занепав і сьогодні є руїнами, розташованими в Міннепаркені.    
15 травня відзначається День святого Холлварда. Цей день також відомий як День Осло.

## Зовнішні посилання
- Сент-Халлвард
- Den hellige Hallvard
- День Святого Халлварда [Архівовано 2 серпня 2018 у Wayback Machine.]  </link>
- hl. Hallvard fra Lier